# ソフトウェアインスペクション
ソフトウェアインスペクション（英: Software inspection）とは、ソフトウェア開発プロジェクトで作成された成果物（仕様書やプログラムなど）を、実際に動作させることなく人間の目で見て検証する作業を言う。
通常のテストでは見つけられない欠陥、具体的にはコーディングルールに対する違反や極めて限定された条件でしか発生しない誤動作に繋がる問題点が検出されることがあり、プログラムを動作させて行うテストと補完関係にあるとされる。一般的に、プログラムを動作させて行うテストを動的テスト、インスペクションやウォークスルーなどのようにプログラムの動作を伴わないテストを静的テストと呼ぶ。
静的テストにはインスペクションの他に、ウォークスルーやピアレビューと呼ばれる技法がある。他の技法とインスペクションの違いは以下の通り。
- 責任者としてモデレーターが任命され、インスペクション作業全体を統括する
- 検出した欠陥をログに保管し、修正が行われたことを追跡調査する